# Metrobates anomalus
Metrobates anomalus är en insektsart som beskrevs av Hussey 1948. Metrobates anomalus ingår i släktet Metrobates och familjen skräddare.

## Underarter
Arten delas in i följande underarter:
- M. a. anomalus
- M. a. comatipes